# Minerva (modello linguistico)
Minerva è una famiglia di modelli linguistici di grandi dimensioni (Large Language Model o LLM) sviluppata dal gruppo di ricerca Sapienza NLP, presso la Sapienza Università di Roma, guidato da Roberto Navigli. È stato addestrato da zero con un focus primario sulla lingua italiana.
I modelli utilizzano tecniche di apprendimento profondo, in particolare un'architettura a trasformatore. Sono stati addestrati su un ampio corpus di dati testuali e sono ottimizzati - tramite il cosiddetto instruction tuning - per svolgere vari compiti di elaborazione del linguaggio naturale mirati a comprendere e generare testo simile a quello umano, come la traduzione automatica, il riassunto di testi e la risposta a domande.
La versione con 7 miliardi di parametri è stata inoltre sottoposta a un raffinamento per evitare la generazione di contenuti indesiderati utilizzando una tassonomia di temi di sicurezza a grana fine e creando un dataset di 21.000 istruzioni in italiano insieme alle loro risposte desiderate.